# André Gill

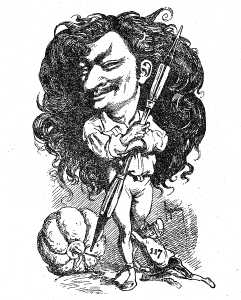
Självporträtt

André Gill, egentligen Louis-Alexandre Gosset de Guînes, född 17 oktober 1840 i Paris, död 1 maj 1885 i Saint-Maurice, Val-de-Marne, var en fransk konstnär och skämttecknare.
Gill studerade på stadens konstakademi och antog pseudonymen André Gill som en hommage till idolen James Gillray. Gill började sin bana som illustratör för Le Journal Amusant, men erkännandet kom med hans medarbetarskap i Francis Polos veckotidning La Lune, där han med sina karikatyrer av maktens (och andra) män (och kvinnor) kommenterade världen och dagspolitiken. Han verkade i La Lune mellan 1865 och 1868, då den förbjöds. Efter detta arbetade han på L'Éclipse till 1876, och därefter en tid på tidskriften La Lune rousse. Han illustrerade också för den berömda Le Charivari. André Gill anses vara den konstnär som gav den politiska bilden sin nya form i skarven mellan andra kejsardömet och tredje republiken i Frankrike.
Gill författade även en essäsamling, Vingt années de Paris (1883).